# Stavnja
Stavnja är ett vattendrag i Bosnien och Hercegovina.   Det ligger i entiteten Federationen Bosnien och Hercegovina, i den centrala delen av landet, 17 km nordväst om huvudstaden Sarajevo.
Omgivningarna runt Stavnja är en mosaik av jordbruksmark och naturlig växtlighet. Runt Stavnja är det ganska tätbefolkat, med 93 invånare per kvadratkilometer.